# Lekkoatletyka na Letnich Igrzyskach Olimpijskich 2012 – bieg na 110 m przez płotki mężczyzn
Bieg na 110 metrów przez płotki był jedną z konkurencji lekkoatletycznych rozgrywanych podczas XXX Igrzysk Olimpijskich w Londynie.
Wyznaczone przez IAAF minima kwalifikacyjne wynosiły 13,52 (minimum A) oraz 13,60 (minimum B).
Obrońcą tytułu był rekordzista świata, Kubańczyk Dayron Robles. Głównymi faworytami do zdobycia olimpijskiego złota byli Liu Xiang i Aries Merritt, jednak Chińczyk z powodu kontuzji nie ukończył biegu eliminacyjnego.
Rywalizacja rozpoczęła się 7 sierpnia o 10:10 czasu londyńskiego, a finał odbył się następnego dnia o 21:15.

## Statystyka

### Rekordy
Tabela przedstawia rekordy olimpijski, świata oraz poszczególnych kontynentów w tej konkurencji. 
| Rekord świata                                  | Dayron Robles (CUB)    | 12,87 s | Ostrawa, Czechy     | 12.06.2008 |
| Rekord olimpijski                              | Liu Xiang (CHN)        | 12,91 s | Ateny, Grecja       | 27.08.2004 |
| Rekord Afryki                                  | Shaun Bownes (RSA)     | 13,26 s | Heusden, Holandia   | 14.07.2001 |
| Rekord Ameryki Południowej                     | Paulo Villar (COL)     | 13,27 s | Guadalajara, Meksyk | 28.10.2011 |
| Rekord Ameryki Północnej, Środkowej i Karaibów | Dayron Robles (CUB)    | 12,87 s | Ostrawa, Czechy     | 12.06.2008 |
| Rekord Azji                                    | Liu Xiang (CHN)        | 12,88 s | Lozanna, Francja    | 11.07.2006 |
| Rekord Europy                                  | Colin Jackson (GBR)    | 12,91 s | Stuttgart, Niemcy   | 20.08.1993 |
| Rekord Oceanii                                 | Kyle Vander Kuyp (AUS) | 13,29 s | Göteborg, Szwecja   | 11.08.1995 |

### Listy światowe
Tabela przedstawia 10 najlepszych wyników uzyskanych w sezonie 2012 przed rozpoczęciem igrzysk.
| lp. | Zawodnik            | Wynik | Data       | Miejsce  |
| --- | ------------------- | ----- | ---------- | -------- |
| 1.  | Aries Merritt       | 12,93 | 30 czerwca | Eugene   |
| 2.  | Liu Xiang           | 12,97 | 19 maja    | Szanghaj |
| 3.  | Jason Richardson    | 12,98 | 30 czerwca | Eugene   |
| 4.  | Jeff Porter         | 13,08 | 30 czerwca | Eugene   |
| 5.  | Orlando Ortega      | 13,09 | 27 maja    | Hawana   |
| 6.  | Siergiej Szubienkow | 13,09 | 1 lipca    | Helsinki |
| 7.  | David Oliver        | 13,13 | 19 maja    | Szanghaj |
| 8.  | Dexter Faulk        | 13,13 | 25 maja    | Ostrawa  |
| 9.  | Antwon Hicks        | 13,14 | 30 czerwca | Eugene   |
| 10. | Garfield Darien     | 13,15 | 1 lipca    | Helsinki |

## Wyniki

### Eliminacje
Do zawodów zgłoszono 53 zawodników i zostali oni podzieleni na 6 biegów eliminacyjnych. Bezpośrednio z każdego z nich do drugiej rundy awansowali trzej najszybsi zawodnicy (Q) oraz dodatkowo trzej z najlepszymi czasami, którzy zajęli miejsca gorsze niż trzecie w swojej serii (q). Ostatni wynik dający awans do półfinałów wynosił 13,55.

#### Bieg 1
Godzina: 10:10 (UTC+1)
| Poz. | Zawodnik               | Narodowość | Tor | Rezultat | Uwagi |
| ---- | ---------------------- | ---------- | --- | -------- | ----- |
| 1.   | Siergiej Szubienkow    | Rosja      | 9   | 13,26    | Q     |
| 2.   | Konstadinos Douvalidis | Grecja     | 2   | 13,40    | Q     |
| 3.   | Adrien Deghelt         | Belgia     | 8   | 13,52    | Q     |
| 4.   | Garfield Darien        | Francja    | 4   | 13,54    | q     |
| 5.   | Paulo Villar           | Kolumbia   | 3   | 13,55    | q     |
| 6.   | Matthias Bühler        | Niemcy     | 6   | 13,68    |       |
| 7.   | Shi Dongpeng           | Chiny      | 7   | 13,78    |       |
| 8.   | Dawid Ilariani         | Gruzja     | 5   | 13,90    |       |

#### Bieg 2
Godzina: 10:18 (UTC+1)
| Poz. | Zawodnik            | Narodowość        | Tor | Rezultat | Uwagi |
| ---- | ------------------- | ----------------- | --- | -------- | ----- |
| 1.   | Jason Richardson    | Stany Zjednoczone | 2   | 13,33    | Q     |
| 2.   | Lawrence Clarke     | Wielka Brytania   | 6   | 13,42    | Q     |
| 3.   | Maksim Łynsza       | Białoruś          | 3   | 13,47    | Q     |
| 4.   | Wayne Davis         | Trynidad i Tobago | 7   | 13,52    | q     |
| 5.   | Andrew Riley        | Jamajka           | 9   | 13,59    |       |
| 6.   | João Carlos Almeida | Portugalia        | 5   | 13,69    |       |
| 7.   | Rohollah Asgari     | Iran              | 8   | 13,97    |       |
| 8.   | Ronald Forbes       | Kajmany           | 1   | 14,21    |       |
| 9.   | Enrique Llanos      | Portoryko         | 4   | DNF      | DNF   |

#### Bieg 3
Godzina: 10:26 (UTC+1)
| Poz. | Zawodnik            | Narodowość        | Tor | Rezultat | Uwagi |
| ---- | ------------------- | ----------------- | --- | -------- | ----- |
| 1.   | Orlando Ortega      | Kuba              | 4   | 13,26    | Q     |
| 2.   | Hansle Parchment    | Jamajka           | 8   | 13,32    | Q     |
| 3.   | Konstantin Szabanow | Rosja             | 6   | 13,63    | Q     |
| 4.   | Ladji Doucouré      | Francja           | 2   | 13,67    | q     |
| 5.   | Mikel Thomas        | Trynidad i Tobago | 5   | 13,74    |       |
| 6.   | Erik Balnuweit      | Niemcy            | 9   | 13,77    |       |
| -    | Andrew Pozzi        | Wielka Brytania   | 5   | DNF      | DNF   |
| -    | Kamé Ali            | Madagaskar        | 3   | DSQ      | DSQ   |
| -    | Shamar Sands        | Bahamy            | 1   | DSQ      | DSQ   |

#### Bieg 4
Godzina: 10:34 (UTC+1)
| Poz. | Zawodnik          | Narodowość        | Tor | Rezultat | Uwagi |
| ---- | ----------------- | ----------------- | --- | -------- | ----- |
| 1.   | Dayron Robles     | Kuba              | 9   | 13,33    | Q     |
| 2.   | Lehann Fourie     | Południowa Afryka | 4   | 13,49    | Q     |
| 3.   | Jeff Porter       | Stany Zjednoczone | 2   | 13,53    | Q     |
| 4.   | Dimitri Bascou    | Francja           | 7   | 13,57    | q     |
| 5.   | Greggmar Swift    | Barbados          | 1   | 13,62    |       |
| 6.   | Alexander John    | Niemcy            | 6   | 13,67    |       |
| 7.   | Fawaz Al-Shammari | Kuwejt            | 5   | 14,00    |       |
| 8.   | Héctor Cotto      | Portoryko         | 8   | 14,08    |       |
| 9.   | Ahmad Hazer       | Liban             | 3   | 14,82    |       |

#### Bieg 5
Godzina: 10:42 (UTC+1)
| Poz. | Zawodnik         | Narodowość        | Tor | Rezultat | Uwagi |
| ---- | ---------------- | ----------------- | --- | -------- | ----- |
| 1.   | Aries Merritt    | Stany Zjednoczone | 7   | 13,07    | Q     |
| 2.   | Ryan Brathwaite  | Barbados          | 3   | 13,43    | Q     |
| 3.   | Xie Wenjun       | Chiny             | 2   | 13,43    | Q     |
| 4.   | Emanuele Abate   | Włochy            | 1   | 13,46    | q     |
| 5.   | Richard Phillips | Jamajka           | 9   | 13,47    | q     |
| 6.   | Dániel Kiss      | Węgry             | 6   | 13,62    |       |
| 7.   | Aleksiej Driemin | Rosja             | 5   | 13,75    |       |
| 8.   | Jeffrey Julmis   | Haiti             | 8   | 14,87    |       |
| 9.   | Ronald Bennett   | Honduras          | 4   | 14,45    |       |

#### Bieg 6
Godzina: 10:50 (UTC+1)
| Poz. | Zawodnik         | Narodowość      | Tor | Rezultat | Uwagi |
| ---- | ---------------- | --------------- | --- | -------- | ----- |
| 1.   | Andrew Turner    | Wielka Brytania | 7   | 13,42    | Q     |
| 2.   | Selim Nurudeen   | Nigeria         | 9   | 13,51    | Q     |
| 3.   | Gregory Sedoc    | Holandia        | 8   | 13,52    | Q     |
| 4.   | Jackson Quiñónez | Hiszpania       | 6   | 13,76    | SB    |
| 5.   | Balázs Baji      | Węgry           | 3   | 13,76    |       |
|      | Shane Brathwaite | Barbados        | 2   | DNF      | DNF   |
| -    | Artur Noga       | Polska          | 5   | DNF      | DNF   |
| -    | Liu Xiang        | Chiny           | 4   | DNF      | DNF   |
|      | Moussa Dembélé   | Senegal         | 1   | DSQ      | DSQ   |

### Półfinał 1
Godzina: 19:15 (UTC+1)
| Poz. | Zawodnik               | Narodowość        | Tor | Rezultat | Uwagi |
| ---- | ---------------------- | ----------------- | --- | -------- | ----- |
| 1.   | Jason Richardson       | Stany Zjednoczone | 5   | 13,13    | Q     |
| 2.   | Orlando Ortega         | Kuba              | 6   | 13,26    | Q     |
| 3.   | Lawrence Clarke        | Wielka Brytania   | 4   | 13,31    | q     |
| 4.   | Adrien Deghelt         | Belgia            | 8   | 13,42    | PB    |
| 5.   | Garfield Darien        | Francja           | 3   | 13,48    |       |
| 6.   | Wayne Davis            | Trynidad i Tobago | 2   | 13,49    |       |
| 7.   | Konstadínos Douvalídis | Grecja            | 7   | 13,77    |       |
| -    | Gregory Sedoc          | Holandia          | 9   | DNF      | DNF   |

### Półfinał 2
Godzina: 19:23 (UTC+1)
| Poz. | Zawodnik            | Narodowość        | Tor | Rezultat | Uwagi |
| ---- | ------------------- | ----------------- | --- | -------- | ----- |
| 1.   | Aries Merritt       | Stany Zjednoczone | 7   | 12,94    | Q     |
| 2.   | Ryan Brathwaite     | Barbados          | 4   | 13,23    | Q     |
| 3.   | Xie Wenjun          | Chiny             | 9   | 13,34    | PB    |
| 4.   | Andrew Turner       | Wielka Brytania   | 6   | 13,42    |       |
| 5.   | Selim Nurudeen      | Nigeria           | 5   | 13,55    |       |
| 6.   | Dimitri Bascou      | Francja           | 3   | 13,55    |       |
| 7.   | Paulo Villar        | Kolumbia          | 2   | 13,63    |       |
| 8.   | Konstantin Szabanow | Rosja             | 8   | 13,65    |       |
| -    | Richard Phillips    | Jamajka           | 1   | DNF      | DNF   |

### Półfinał 3
Godzina: 19:31 (UTC+1)
| Poz. | Zawodnik            | Narodowość        | Tor | Rezultat | Uwagi |
| ---- | ------------------- | ----------------- | --- | -------- | ----- |
| 1.   | Dayron Robles       | Kuba              | 7   | 13,10    | Q     |
| 2.   | Hansle Parchment    | Jamajka           | 5   | 13,14    | Q     |
| 3.   | Lehann Fourie       | Południowa Afryka | 6   | 13,28    | q     |
| 4.   | Emanuele Abate      | Włochy            | 2   | 13,35    |       |
| 5.   | Jeff Porter         | Stany Zjednoczone | 9   | 13,41    |       |
| 6.   | Siergiej Szubienkow | Rosja             | 4   | 13,41    |       |
| 7.   | Maksim Łynsza       | Białoruś          | 8   | 13,45    | PB    |
| 8.   | Ladji Doucouré      | Francja           | 3   | 13,74    |       |

### Finał
Godzina: 21:15 (UTC+1)
| Poz. | Zawodnik         | Narodowość        | Tor | Rezultat | Uwagi |
| ---- | ---------------- | ----------------- | --- | -------- | ----- |
|      | Aries Merritt    | Stany Zjednoczone | 6   | 12,92    | PB    |
|      | Jason Richardson | Stany Zjednoczone | 4   | 13,04    |       |
|      | Hansle Parchment | Jamajka           | 7   | 13,12    | NR    |
| 4.   | Lawrence Clarke  | Wielka Brytania   | 2   | 13,39    |       |
| 5.   | Ryan Brathwaite  | Barbados          | 8   | 13,40    |       |
| 6.   | Orlando Ortega   | Kuba              | 9   | 13,43    |       |
| 7.   | Lehann Fourie    | Południowa Afryka | 3   | 13,53    |       |
| -    | Dayron Robles    | Kuba              | 5   | DSQ      | DSQ   |